# 예신저축은행
예신저축은행은 대한민국의 상호저축은행이며 2013년 4월부터 신라저축은행을 이어받아 영업을 시작했다. 2014년 5월 웰컴저축은행으로 사명을 변경하였다.

## 같이 보기
- 상호저축은행
- 신라저축은행
- 웰컴저축은행